# نيلسون بينيت
نيلسون بينيت هو شخصية أعمال كندي، ولد في 14 أكتوبر 1843 في تورونتو في كندا، وتوفي في 20 يوليو 1913 في تاكوما في الولايات المتحدة.